# Stadion des 30. Juni
Das Stadion des 30. Juni (arabisch ملعب 30 يونيو, voller Name: Stadion des 30. Juni der Ägyptischen Luftverteidigungskräfte) ist ein Fußballstadion mit Leichtathletikanlage in der ägyptischen Hauptstadt Kairo. Es liegt etwa 20 km östlich des Stadtzentrums. Gebaut wurde es im Auftrag der Egyptian Air Defense Forces (deutsch Ägyptische Luftverteidigungskräfte) und ist der Mittelpunkt des Air Defense Sport Village. Das weitläufige Stadionrund bietet auf seinen Rängen Sitzplätze für 30.000 Besucher. Der Fußballclub Pyramids FC trägt hier seine Heimspiele aus.
Bei einem Spiel der Egyptian Premier League am 8. Februar 2015 zwischen den Kairoer Vereinen ENPPI Club und al Zamalek SC kam es vor dem Stadion zu Auseinandersetzungen zwischen Besuchern und der Polizei. Das Innenministerium hatte die Zuschauerzahl zuvor auf 10.000 Besucher begrenzt, die Eintrittskarten waren schnell verkauft. Als Fans von al Zamalek, die ohne Karten waren, versuchten, mit Gewalt eine Absperrung zu durchbrechen, setzte die Polizei Tränengas und Gummigeschosse ein. Dies löste eine Massenpanik und Krawalle aus, in deren Folge es Tote und Verletzte gab. Mindestens 22 Menschen sollen ums Leben gekommen sein. Es waren die schwersten Unruhen in einem Stadion in Ägypten seit 2012. Am 1. Februar des Jahres standen sich al-Masry aus Port Said und der Kairoer Club al Ahly SC im Port-Said-Stadion gegenüber. Nach Spielende stürmten Fans von al-Masry den Rasen und attackierten Spieler und Fans von al Ahly. Bei den Ausschreitungen von Port Said verloren 74 Besucher ihr Leben und Hunderte wurden verletzt.

## Spiele des Afrika-Cup 2019 im Stadion des 30. Juni
Beim Afrika-Cup 2019, vom 21. Juni bis zum 19. Juli, werden fünf von sechs Partien der Gruppe C, je ein Spiel der Gruppe A und D, sowie ein Achtelfinale, ein Viertelfinale und ein Halbfinale im Stadion der Ägyptischen Luftabwehrkräfte ausgetragen.
- 23. Juni 2019, Gruppe C:  Senegal –  Tansania 2:0 (1:0)
- 23. Juni 2019, Gruppe C:  Algerien –  Kenia 2:0 (2:0)
- 27. Juni 2019, Gruppe C:  Senegal –  Algerien 0:1 (0:0)
- 27. Juni 2019, Gruppe C:  Kenia –  Tansania 3:2 (1:2)
- 30. Juni 2019, Gruppe A:  Simbabwe –  Demokratische Republik Kongo 0:4 (0:2)
- 1. Juli 2019, Gruppe D:  Namibia –  Elfenbeinküste 1:4 (0:1)
- 1. Juli 2019, Gruppe C:  Kenia –  Senegal 0:3 (0:0)
- 7. Juli 2019, Achtelfinale:  Algerien –   Guinea 3:0 (1:0)
- 10. Juli 2019, Viertelfinale:  Senegal –  Benin 1:0 (0:0)
- 14. Juli 2019, Halbfinale:  Senegal –  Tunesien 1:0 n. V.